# فهد مقبل الرشیدی
فهد مقبل الرشیدی (عربی: فهد مقبل الرشيدي؛ زادهٔ ۸ ژوئن ۱۹۹۱) یک ورزشکار اهل عربستان سعودی است.
از باشگاه‌هایی که در آن بازی کرده‌است می‌توان به باشگاه فوتبال النصر عربستان سعودی و باشگاه فوتبال الفیصلی عربستان سعودی اشاره کرد.